# Nora En Pure
Daniela Niederer (nacida en 1990 en Johannesburgo), conocida por su nombre artístico Nora En Pure, es una disc jockey y productora sudafricana radicada en Zúrich, Suiza. Está considerada como la diva actual del deep house.

## Biografía
Hija de madre sudafricana y padre suizo, nació en Johannesburgo y emigraron a Suiza durante la infancia de Daniela. Crecida en el seno de una familia donde la música siempre estaba presente, por ello, aprendió a tocar instrumentos desde pequeña.
Encuentra inspiración creativa para su composición, tejiendo sus influencias con sus raíces sudafricanas en la que combina una ambientación tropical acompañado de sonidos tribales de percusión y una melodía compuesta por instrumentación clásica, ya sea por instrumentos de viento y acordes del piano y sintetizadores armoniosos.
Antes de involucrarse en la escena de la música electrónica, solía escuchar otros géneros musicales incluyendo la música clásica y bandas de rock.
Se fue ganando un nombre en la escena internacional impulsado por el éxito de «Come With Me», el cual permaneció en el Top 100 de la lista de descargas de Beatport durante más de 7 meses.
El sencillo «Saltwater», el cual contiene elementos de «True» de Spandau Ballet, fue incluido en el compilado realizado en 2012 por Buddha Bar. Como remixer se destacan las realizadas para «Khaweri» de Daniel Portman, y para artistas tales como Paul Harris y su proyecto paralelo Dirty Vegas, Wretch 32, Klingande y Oliver Heldens. Además forma parte del proyecto musical Helvetic Nerds junto a EDX y Chris Reece. Con respecto a su vida privada, desde 2009 hasta 2014 mantuvo una relación sentimental con el modelo suizo Luca Ruch y en 2014, completó sus estudios en psicología en la Universidad de Constanza.

## Discografía

### Sencillos y EP
- 2009: «Stockholm Tears EP» [Enormous Tunes]
  - Stockholm Tears
  - The Last Native
  - This Nation
- 2010: «Velvet EP» [Enormous Tunes]
  - Swing Island
  - Velvet In Your Arms
  - The Last Native (Redondo Remix)
- 2010: «World Cup / Rainmaker» [Tokenish]
- 2010: «You Boom My Mind EP» [Tokenish]
  - You Boom My Mind
  - This Blouse
- 2010: «DiscoTek» (Daniel Portman & Nora En Pure) [Enormous Tunes]
- 2010: «Feel the Force / Sprinkle» [Enormous Tunes]
- 2011: «Spicy» [Enormous Tunes]
- 2011: «The Show» [Tokenish]
- 2011: «You Make Me Float / Saltwater» [Enormous Tunes]
- 2011: «Economy / Lapdance» [Enormous Tunes]
- 2012: «Pasadena / Blue Mondays» [Enormous Tunes]
- 2012: «Calling Ibiza / Repique» [Enormous Tunes]
- 2012: «Aurelia EP» [Enormous Tunes]
  - Aurelia
  - Traverso
  - Mykonos Summer Anthem
- 2013: «Shine More» (Passenger 10 & Nora En Pure) [Enormous Tunes]
- 2013: «Come With Me EP» [Enormous Tunes]
  - Come With Me
  - Loneliness
  - Norma Jean
- 2013: «Sweet Melody / Lost in Time» [Enormous Tunes]
- 2013: «Remind Me» [Enormous Tunes]
- 2014: «You Are My Pride» [Enormous Tunes]
- 2014: «Higher In The Sun» [Enormous Tunes]
- 2014: «True EP» [Enormous Tunes]
  - True
  - Let The Light In
- 2014: «Uruguay» (Nora En Pure & Sons of Maria) [Enormous Tunes]
- 2014: «Satisfy / The Sound» [Enormous Tunes]
- 2015: «Into the Wild / U Got My Body» [Enormous Tunes]
- 2015: «Cotton Fields» (Nora En Pure & Sons of Maria) [Enormous Tunes]
- 2015: «Saltwater (2015 Rework)» [Enormous Tunes]
- 2015: «Morning Dew / Better off That Way» [Enormous Tunes]
- 2015: «I Got To Do» (Nora En Pure & Redondo) [Spinnin Records]
- 2016: «Lake Arrowhead EP» [Enormous Tunes]
  - Lake Arrowhead
  - Zambia
  - Sleeping in My Bed (Nora En Pure & Sons of Maria)
- 2016: «On the Beach» [Enormous Tunes]
- 2016: «Convincing» [Enormous Tunes]
- 2016: «Tell My Heart» (featuring Dani Senior) [Spinnin Records]
- 2017: «Waves» [Enormous Tunes]
- 2017: «Conquer Yosemite» [Enormous Tunes]
  - Diving with Whales
  - Caught in the Act
  - Make Me Love You
  - Freedom Lives Within
- 2017: «Tears In Your Eyes» [Spinnin Deep]
- 2017: «Fever» [Enormous Tunes]
- 2017: «Trailblazer» [Enormous Tunes]
- 2018: «Sphinx» [Enormous Tunes]
- 2018: «Polynesia EP» [Enormous Tunes]
  - Polynesia
  - Harvesting
  - Riverwards Stream
  - Lioness
- 2019: «Heart Beating» [Enormous Tunes]

### Remixes
2010:
- Redondo – Go
- Daniel Portman & Stanley Ross – Khaweri

2011:
- F-Junior – The Blarney Pilgrim
- Dario D'Attis – Meleti's Journey

2012:
- Sons of Maria – I'm Gonna Show You
- Calippo – Spend Time Well

2013:
- Me & My Toothbrush – July
- Favored Nations – The Strain

2014:
- Passenger 10 – Street Names
- Milk & Sugar feat. María Marquez – Canto del Pilón
- Adrian Lux feat. Kaelyn Behr – Sooner Or Later
- Klingande – Jubel
- Dirty Vegas – Setting Sun
- Croatia Squad & Calippo – The Conductor
- Sir Felix – Hope
- The Aston Shuffle feat. Elizabeth Rose – Back & Forth
- Passenger 10 & Lika Morgane – Golden Sky
- Wretch 32 – 6 Words

2015:
- Me & My Toothbrush – One Thing
- Rüfüs – You Were Right
- Paul Harris feat. Dragonette – One Night Lover
- Oliver Heldens & Shaun Frank ft. Delaney Jane – Shades of Grey

2016:
- Seeb feat. Neev - Breathe